# 26301 Hellawillis
26301 Hellawillis (tên chỉ định: 1998 SB136) là một tiểu hành tinh vành đai chính. Nó được phát hiện bởi dự án Nghiên cứu tiểu hành tinh gần Trái Đất Lincoln ở Socorro, New Mexico, ngày 16 tháng 9 năm 1998. Nó được đặt theo tên Hella Willis, an American educator ở Sheboygan, Wisconsin.